# Presidenti del Consiglio regionale della Champagne-Ardenne
Il presidente del Consiglio regionale della Champagne-Ardenne (in francese Président du conseil régional de Champagne-Ardenne) era il capo del governo dell'ex regione francese della Champagne-Ardenne e il capo del suo Consiglio regionale.
Con la riforma delle regioni, a partire dal gennaio 2016 le sue funzioni sono assunte dal presidente del Consiglio regionale del Grand Est. 

## Elenco
| Mandato                          | Presidente | Presidente          | Partito | Partito                                                               |
| -------------------------------- | ---------- | ------------------- | ------- | --------------------------------------------------------------------- |
| 7 gennaio 1974 – 7 luglio 1981   |            | Jacques Sourdille   |         | Unione per la Democrazia Francese – Raggruppamento per la Repubblica  |
| 7 luglio 1981 – 13 luglio 1988   |            | Bernard Stasi       |         | Unione per la Democrazia Francese – Centro dei Democratici Sociali    |
| 13 luglio 1988 – 22 marzo 1998   |            | Jean Kaltenbach     |         | Raggruppamento per la Repubblica                                      |
| 22 marzo 1998 – 2 aprile 2004    |            | Jean-Claude Étienne |         | Raggruppamento per la Repubblica poi Unione per un Movimento Popolare |
| 2 aprile 2004 – 31 dicembre 2015 |            | Jean-Paul Bachy     |         | Partito Socialista                                                    |